# David Spinx
David Spinx (nacido el 25 de abril de 1951) es un actor inglés.

## Carrera
Es mejor conocido por interpretar a Keith Miller en la serie de la BBC EastEnders de 2004 a 2008. Anteriormente apareció en EastEnders como personaje invitado en un episodio de 1999 como compañero de celda de Steve Owen y proporcionó las voces en las radios de la empresa de taxis de Barry Evans. Ha aparecido como invitado en muchas otras series de televisión como A Touch of Frost, The Bill y Hustle. David hizo su última aparición en Eastenders el 1 de julio de 2008. Su personaje fue despedido porque "se quedó sin fuerza".

## Filmografía
- Big Boys Don't Cry (2020)
- Casualty (2014)
- Snow in Paradise (2014)
- Come Dine with Me (2010) Él mismo
- EastEnders (1999) – Sharkey, (2004–2008) – Keith Miller
- Hustle (2004) – Guardia de seguridad
- New Tricks (2003) – Sargento
- Falling Apart (2002) – Miembro del grupo masculino
- Tipping the Velvet (2002) – Hombre tosco
- Jack of Diamonds (2001) – Kelly
- Conspiracy (TV) (2001) – Cook
- Holby City (2000) – Len Palmer
- Fifteen to One (2000) – Él mismo
- A Touch of Frost (1999–2000) – Dick Rycroft
- The Bill (1999) – Porter, (2003) – Trevor Saunders
- Grafters (1998) – Bailiff
- Lluvia en los zapatos (1998) – Proveedor
- England, My England (1995) – Smith